# 1. Tennis-Bundesliga (Herren 30) 2015
Die 1. Tennis-Bundesliga der Herren 30 wurde 2015 zum 12. Mal ausgetragen, mit einer Aufteilung in die Gruppen Nord und Süd. In einer Finalrunde wurde die Deutsche Meisterschaft der Herren 30 entschieden.
Die Spiele der Gruppenphase wurden an insgesamt sieben Spieltagen von Mai bis Juli 2015 ausgetragen. Die Finalrunde fand am 5. und am 6. September 2015 statt.

## Spieltage und Mannschaften
| Spieltage                                                                          | Spieltage                          |
| ---------------------------------------------------------------------------------- | ---------------------------------- |
| 1. Spieltag: Nord: So., 24. Mai 2015, 11:00 Uhr                                    | Süd: So., 17. Mai 2015, 11:00 Uhr  |
| 2. Spieltag: Nord: Sa., 30. Mai 2015, 13:00 Uhr und So., 31. Mai 2015, 11:00 Uhr   | Süd: So., 24. Mai 2015, 11:00 Uhr  |
| 3. Spieltag: Nord: So., 14. Juni 2015, 11:00 Uhr                                   | Süd: So., 31. Mai 2015, 11:00 Uhr  |
| 4. Spieltag: Nord: Sa., 20. Juni 2015, 13:00 Uhr und So., 21. Juni 2015, 11:00 Uhr | Süd: So., 14. Juni 2015, 11:00 Uhr |
| 5. Spieltag: Nord: Sa., 27. Juni 2015, 13:00 Uhr und So., 28. Juni 2015, 11:00 Uhr | Süd: So., 21. Juni 2015, 11:00 Uhr |
| 6. Spieltag: Nord: Sa., 4. Juli 2015, 13:00 Uhr und So., 5. Juli 2015, 11:00 Uhr   | Süd: So., 28. Juni 2015, 11:00 Uhr |
| 7. Spieltag: Nord: So., 12. Juli 2015, 11:00 Uhr                                   | Süd: So., 5. Juli 2015, 11:00 Uhr  |

| Mannschaften Nord                 |
| --------------------------------- |
| Kölner THC Stadion Rot-Weiß       |
| Jacobi & Partner Ratingen (M)     |
| RTHC Bayer Leverkusen (A)         |
| Uhlenhorster HC Hamburg (A)       |
| TC Parkhaus Wanne-Eickel          |
| Tennis- u. Hockey-Club Ahrensburg |
| ETB SW Essen (A)                  |

| Mannschaften Süd         |
| ------------------------ |
| STK Garching (A)         |
| MTTC Iphitos München     |
| STL Lohfelden (A)        |
| TB Erlangen              |
| TC Biberach              |
| TC Bruckmühl-Feldkirchen |
| SC SaFo Frankfurt (A)    |

## Finalrunde
|  | Halbfinale                | Halbfinale                    | Halbfinale | Halbfinale | Halbfinale |  |  | Finale                    | Finale                        | Finale | Finale | Finale |
|  |                           |                               |            |            |            |  |  |                           |                               |        |        |        |
|  |                           |                               |            |            |            |  |  |                           |                               |        |        |        |
|  | Jacobi & Partner Ratingen | Jacobi & Partner Ratingen (M) | 5          | 11         | 71         |  |  |                           |                               |        |        |        |
|  | MTTC Iphitos München      | MTTC Iphitos München          | 4          | 4          | 74         |  |  |                           |                               |        |        |        |
|  |                           |                               |            |            |            |  |  | Jacobi & Partner Ratingen | Jacobi & Partner Ratingen (M) | 5      | 11     | 74     |
|  |                           |                               |            |            |            |  |  | TC Bruckmühl-Feldkirchen  | TC Bruckmühl-Feldkirchen      | 4      | 8      | 79     |
|  | TC Bruckmühl-Feldkirchen  | TC Bruckmühl-Feldkirchen      | 6          | 13         | 101        |  |  |                           |                               |        |        |        |
|  | Vereinslogo               | ETB SW Essen                  | 2          | 5          | 65         |  |  |                           |                               |        |        |        |
|  |                           |                               |            |            |            |  |  |                           |                               |        |        |        |

## 1. Tennis-Bundesliga (Herren 30) Nord

### Tabelle
|     | Mannschaft                        | Begegnungen | Punkte | Matches | Sätze | Spiele  |
| --- | --------------------------------- | ----------- | ------ | ------- | ----- | ------- |
| 01. | Jacobi & Partner Ratingen (M)     | 6           | 12:0   | 45:9    | 95:25 | 618:331 |
| 02. | ETB SW Essen (A)                  | 5           | 6:4    | 21:24   | 50:56 | 397:417 |
| 03. | RTHC Bayer Leverkusen (A)         | 5           | 4:6    | 24:21   | 52:52 | 410:448 |
| 04. | Kölner THC Stadion Rot-Weiß       | 5           | 4:6    | 22:23   | 53:51 | 409:413 |
| 05. | TC Parkhaus Wanne-Eickel          | 5           | 4:6    | 19:26   | 45:56 | 391:424 |
| 06. | Tennis- u. Hockey-Club Ahrensburg | 5           | 4:6    | 18:27   | 43:62 | 381:459 |
| 07. | Uhlenhorster HC Hamburg (A)       | 5           | 2:8    | 13:32   | 31:67 | 342:456 |

|     | Qualifikation für die Finalrunde                 |
|     | Abstieg in die Tennis-Regionalliga der Herren 30 |
| (M) | amtierender Deutscher Meister der Herren 30      |
| (A) | Aufsteiger aus der Tennis-Regionalliga           |

### Mannschaftskader
| Pos. | Name               |
| ---- | ------------------ |
| 1    | André Ghem         |
| 2    | Ivan Bjelica       |
| 3    | Nicolas Kiefer     |
| 4    | Stefan Koubek      |
| 5    | Boy Wijnmalen      |
| 6    | Jeroen Masson      |
| 7    | Marc Leimbach      |
| 8    | Robert Messling    |
| 9    | Holger Zühlsdorff  |
| 10   | Carsten Gröger     |
| 11   | Alexander Bartusch |
| 12   | Jens Jensen        |
| 13   | Daniel Meier       |
| 14   | Manuel Heise       |

| Pos. | Name             |
| ---- | ---------------- |
| 1    | Axel Pretzsch    |
| 2    | Uwe Kaundinya    |
| 3    | Alexander Mühler |
| 4    | Dennis Kockx     |
| 5    | Michael Hörsch   |
| 6    | Jeroen Heinhuis  |
| 7    | Mirco Heinzinger |
| 8    | Manuel Pfeiffer  |
| 9    | Kolja Riegels    |
| 10   | Kai Becker       |
| 11   | Jürgen Bakin     |
| 12   | Matthias Hinz    |
| 13   |                  |
| 14   |                  |

| Pos. | Name                  |
| ---- | --------------------- |
| 1    | Francesco Aldi        |
| 2    | Giancarlo Petrazzuolo |
| 3    | Martijn van Haasteren |
| 4    | Benjamin Kohllöffel   |
| 5    | Ulrich Tippenhauer    |
| 6    | Arnd Caspari          |
| 7    | Daniel Rheydt         |
| 8    | Volker Kaupert        |
| 9    | Mark Gienke           |
| 10   | Andreas Speer         |
| 11   | Kim Zimmermann        |
| 12   | Paul Alfred Hartveg   |
| 13   | Christian Meier       |
| 14   | Rüdiger Künzler       |

| Pos. | Name                       |
| ---- | -------------------------- |
| 1    | Roberto Menendez           |
| 2    | Giuseppe Menga             |
| 3    | Thomas Olschewski          |
| 4    | Stefan Kirsch              |
| 5    | Anish Thomas Pulickal      |
| 6    | Ron Röhrig                 |
| 7    | Boris Krumm                |
| 8    | Lars Weyen                 |
| 9    | Holger Dimster             |
| 10   | Carsten Neuhaus            |
| 11   | Alexander Duckwitz         |
| 12   | Felix Pritzkow             |
| 13   | Ramon Winkens              |
| 14   | Ricardo-Emanuel Fischnaler |

| Pos. | Name                 |
| ---- | -------------------- |
| 1    | Tero Vilen           |
| 2    | Cederic Pruchniewski |
| 3    | Marc Senkbeil        |
| 4    | Björn Berg           |
| 5    | Frank Ehlert         |
| 6    | Mariusz Zielinski    |
| 7    | Tobias Siechau       |
| 8    | Johannes Schneider   |
| 9    | Niels Polenz         |
| 10   | Dennis Fudicar       |
| 11   | Stefan Helka         |
| 12   | Roman Voß            |
| 13   |                      |
| 14   |                      |

| Pos. | Name                  |
| ---- | --------------------- |
| 1    | Felipe Parada         |
| 2    | Kasper Warming        |
| 3    | Michael Jeglinski     |
| 4    | Jaska Mathias Krüger  |
| 5    | Jochen Werner         |
| 6    | Lars Borgstede        |
| 7    | Florian Merkel        |
| 8    | Jan Heffter           |
| 9    | Dean Danzi            |
| 10   | Torben Beltz          |
| 11   | Volker Neumann        |
| 12   | Marcus Pietsch        |
| 13   | Christian von Perfall |
| 14   | Nils Käselau          |

| Pos. | Name              |
| ---- | ----------------- |
| 1    | Nicklas Timfjord  |
| 2    | Daniel Lüken      |
| 3    | Philipp Dresewski |
| 4    | Michael Stich     |
| 5    | Lars Kirschner    |
| 6    | Oliver Vogt       |
| 7    | Tim Helge Sutor   |
| 8    | Konstantin Krüger |
| 9    | Jörg Sutor        |
| 10   | Henning Voigt     |
| 11   | Sebastian Grantz  |
| 12   | Christoph Radecke |
| 13   | Jan Deisner       |
| 14   |                   |

### Ergebnisse
| Datum/Uhrzeit      | Heimmannschaft                     | Gastmannschaft                     | Matches | Sätze | Spiele |
| ------------------ | ---------------------------------- | ---------------------------------- | ------- | ----- | ------ |
| So. 24. Mai 11:00  | Tennis- und Hockey-Club Ahrensburg | Jacobi & Partner Ratingen          | 2:7     | 6:14  | 74:99  |
| So. 24. Mai 11:00  | Kölner THC Stadion Rot-Weiß        | TC Parkhaus Wanne-Eickel           | 7:2     | 14:7  | 85:79  |
| So. 24. Mai 11:00  | ETB SW Essen                       | RTHC Bayer Leverkusen              | 2:7     | 8:15  | 83:94  |
| Sa. 30. Mai 13:00  | Kölner THC Stadion Rot-Weiß        | Tennis- und Hockey-Club Ahrensburg | 4:5     | 11:11 | 88:75  |
| Sa. 30. Mai 13:00  | TC Parkhaus Wanne-Eickel           | Uhlenhorter HC Hamburg             | 8:1     | 16:4  | 98:64  |
| So. 31. Mai 11:00  | Jacobi & Partner Ratingen          | ETB SW Essen                       | 8:1     | 17:3  | 110:52 |
| So. 14. Juni 11:00 | RTHC Bayer Leverkusen              | Kölner THC Stadion Rot-Weiß        | 2:7     | 4:15  | 70:105 |
| So. 14. Juni 11:00 | Jacobi & Partner Ratingen          | TC Parkhaus Wanne-Eickel           | 9:0     | 18:1  | 106:40 |
| So. 14. Juni 11:00 | ETB SW Essen                       | Uhlenhorter HC Hamburg             | 7:2     | 14:5  | 93:53  |
| Sa. 20. Juni 13:00 | TC Parkhaus Wanne-Eickel           | RTHC Bayer Leverkusen              | 5:4     | 11:9  | 84:78  |
| So. 21. Juni 11:00 | Uhlenhorter HC Hamburg             | Jacobi & Partner Ratingen          | 2:7     | 4:15  | 51:99  |
| So. 21. Juni 11:00 | Tennis- und Hockey-Club Ahrensburg | ETB SW Essen                       | 3:6     | 8:14  | 75:88  |
| Sa. 27. Juni 13:00 | Tennis- und Hockey-Club Ahrensburg | TC Parkhaus Wanne-Eickel           | 5:4     | 11:10 | 91:90  |
| So. 28. Juni 11:00 | Kölner THC Stadion Rot-Weiß        | Jacobi & Partner Ratingen          | 0:9     | 2:18  | 46:108 |
| So. 28. Juni 11:00 | RTHC Bayer Leverkusen              | Uhlenhorter HC Hamburg             | 7:2     | 15:5  | 100:80 |
| Sa. 4. Juli 11:00  | Jacobi & Partner Ratingen          | RTHC Bayer Leverkusen              | 5:4     | 13:9  | 96:68  |
| So. 5. Juli 11:00  | ETB SW Essen                       | Kölner THC Stadion Rot-Weiß        | 5:4     | 11:11 | 81:85  |
| So. 5. Juli 11:00  | Uhlenhorter HC Hamburg             | Tennis- und Hockey-Club Ahrensburg | 6:3     | 13:7  | 94:66  |
| So. 12. Juli 11:00 | Uhlenhorter HC Hamburg             | Kölner THC Stadion Rot-Weiß        | 5:4     | 11:10 | 95:81  |
| So. 12. Juli 11:00 | TC Parkhaus Wanne-Eickel           | ETB SW Essen                       | 3:6     | 9:14  | 85:96  |
| So. 12. Juli 11:00 | RTHC Bayer Leverkusen              | Tennis- und Hockey-Club Ahrensburg | 7:2     | 14:6  | 93:71  |

## 1. Tennis-Bundesliga (Herren 30) Süd

### Tabelle
|     | Mannschaft               | Begegnungen | Punkte | Matches | Sätze | Spiele  |
| --- | ------------------------ | ----------- | ------ | ------- | ----- | ------- |
| 01. | TC Bruckmühl-Feldkirchen | 6           | 10:2   | 45:9    | 93:24 | 596:317 |
| 02. | MTTC Iphitos München     | 6           | 8:4    | 33:21   | 72:52 | 520:426 |
| 03. | STL Lohfelden (A)        | 6           | 8:4    | 26:28   | 64:66 | 501:527 |
| 04. | SC SaFo Frankfurt (A)    | 6           | 6:6    | 26:28   | 61:62 | 434:469 |
| 05. | TB Erlangen              | 6           | 6:6    | 25:29   | 60:68 | 472:507 |
| 06. | TC Biberach              | 6           | 4:8    | 20:34   | 48:74 | 419:530 |
| 07. | STK Garching (A)         | 6           | 0:12   | 14:40   | 34:86 | 405:571 |

|     | Qualifikation für die Finalrunde                 |
|     | Abstieg in die Tennis-Regionalliga der Herren 30 |
| (M) | amtierender Deutscher Meister der Herren 30      |
| (A) | Aufsteiger aus der Tennis-Regionalliga           |

### Mannschaftskader
| Pos. | Name                    |
| ---- | ----------------------- |
| 1    | Kristian Pless          |
| 2    | Martin Slanar           |
| 3    | Benedikt Dorsch         |
| 4    | Peter Steinberger       |
| 5    | Johann-Georg Fankhauser |
| 6    | Matthias Hahn           |
| 7    | Peter Aigner            |
| 8    | Björn Krenzer           |
| 9    | Johann Fischhaber       |
| 10   | Jerney Karner           |
| 11   | Peter Thelen            |
| 12   | Marcus Eglseer          |
| 13   | Sascha Bandermann       |
| 14   | Thomas Fröhlich         |

| Pos. | Name                   |
| ---- | ---------------------- |
| 1    | Dieter Kindlmann       |
| 2    | Alexander Waske        |
| 3    | Lars Uebel             |
| 4    | Markus Hipfl           |
| 5    | Mariano-Hernan Delfino |
| 6    | Michael Kohlmann       |
| 7    | Emilio Benfele Álvarez |
| 8    | Stephan Fehske         |
| 9    | Uli Kiendl             |
| 10   | Fabian Ziemer          |
| 11   | Valentino Pest         |
| 12   | Andre Soulier          |
| 13   | Fabian Schmid          |
| 14   | Patrick Ayad           |

| Pos. | Name               |
| ---- | ------------------ |
| 1    | Adrians Zguns      |
| 2    | Rok Jarc           |
| 3    | Martin Kares       |
| 4    | Christoph Bühren   |
| 5    | Holger Schmitt     |
| 6    | Timo Goebel        |
| 7    | Nico Henkel        |
| 8    | Mirco Wenderoth    |
| 9    | Marco Schaeffer    |
| 10   | Eike Goebel        |
| 11   | Thomas Hertha      |
| 12   | Sebastian Reinbold |
| 13   |                    |
| 14   |                    |

| Pos. | Name               |
| ---- | ------------------ |
| 1    | Philipp Marx       |
| 2    | Fredrik Loven      |
| 3    | Jakub Herm-Zahlava |
| 4    | Lars Pörschke      |
| 5    | Jens Helfferich    |
| 6    | Benedikt Stronk    |
| 7    | Markus Kämpfer     |
| 8    | Marco Blohm        |
| 9    | Moritz Szelzki     |
| 10   | Mark Reinhard      |
| 11   | Florian Halb       |
| 12   | Patrick Schanz     |
| 13   | Benjamin Martin    |
| 14   | Patrick Groß       |

| Pos. | Name                |
| ---- | ------------------- |
| 1    | Robin Vik           |
| 2    | Richard Drazny      |
| 3    | Daniel Dolbea       |
| 4    | Peter Svabik        |
| 5    | Martin Allinger     |
| 6    | Emil Lenart         |
| 7    | Wojtek Kowalski     |
| 8    | Christoph Schneider |
| 9    | Christian Scherer   |
| 10   | Igor Branisa        |
| 11   | Helge Capell        |
| 12   | Christian Wust      |
| 13   | Christoph Gewalt    |
| 14   | Andreas Weidemann   |

| Pos. | Name             |
| ---- | ---------------- |
| 1    | Karel Vesecky    |
| 2    | Dmitry Vlasov    |
| 3    | Tobias Köck      |
| 4    | Stefan Feyen     |
| 5    | Benjamin Köhle   |
| 6    | Jochen Moll      |
| 7    | Sascha Stiefel   |
| 8    | Björn Schneider  |
| 9    | Steffen Kirchner |
| 10   | Marcus Selg      |
| 11   | Michael Kaiser   |
| 12   | Paul Kosan       |
| 13   | Darko Jurica     |
| 14   |                  |

| Pos. | Name               |
| ---- | ------------------ |
| 1    | Alexander Satschko |
| 2    | Markus Krimmer     |
| 3    | Maximilian Schmuck |
| 4    | Oliver Jöhl        |
| 5    | Stefan Knapp       |
| 6    | Marco Mader        |
| 7    | Christian Blankl   |
| 8    | Felix Hutt         |
| 9    | Martin Bachmann    |
| 10   | Alex Kuznetsov     |
| 11   | Cristian Mudure    |
| 12   | Andreas Leichtle   |
| 13   | Ulrich Arendt      |
| 14   | Christian Singer   |

### Ergebnisse
| Datum/Uhrzeit      | Heimmannschaft           | Gastmannschaft           | Matches | Sätze | Spiele |
| ------------------ | ------------------------ | ------------------------ | ------- | ----- | ------ |
| So. 17. Mai 11:00  | TC Biberach              | STK Garching             | 6:3     | 13:7  | 90:73  |
| So. 17. Mai 11:00  | STL Lohfelden            | TB Erlangen              | 6:3     | 14:10 | 98:86  |
| So. 17. Mai 11:00  | SC SaFo Frankfurt        | TC Bruckmühl-Feldkirchen | 2:7     | 5:15  | 45:91  |
| So. 24. Mai 11:00  | TB Erlangen              | MTTC Iphitos München     | 6:3     | 13:8  | 88:76  |
| So. 24. Mai 11:00  | TC Bruckmühl-Feldkirchen | TC Biberach              | 9:0     | 18:2  | 106:41 |
| So. 24. Mai 11:00  | STK Garching             | STL Lohfelden            | 3:6     | 7:13  | 85:89  |
| So. 31. Mai 11:00  | MTTC Iphitos München     | SC SaFo Frankfurt        | 7:2     | 15:6  | 101:50 |
| So. 31. Mai 11:00  | STK Garching             | TB Erlangen              | 2:7     | 6:16  | 67:104 |
| So. 31. Mai 11:00  | STL Lohfelden            | TC Bruckmühl-Feldkirchen | 0:9     | 1:18  | 58:111 |
| So. 14. Juni 11:00 | TC Bruckmühl-Feldkirchen | STK Garching             | 9:0     | 18:1  | 111:48 |
| So. 14. Juni 11:00 | SC SaFo Frankfurt        | STL Lohfelden            | 4:5     | 11:13 | 80:90  |
| So. 14. Juni 11:00 | MTTC Iphitos München     | TC Biberach              | 6:3     | 13:7  | 99:61  |
| So. 21. Juni 11:00 | TC Biberach              | TB Erlangen              | 3:6     | 9:13  | 78:92  |
| So. 21. Juni 11:00 | STK Garching             | SC SaFo Frankfurt        | 4:5     | 8:11  | 74:85  |
| So. 21. Juni 11:00 | TC Bruckmühl-Feldkirchen | MTTC Iphitos München     | 3:6     | 8:12  | 81:80  |
| So. 28. Juni 11:00 | TC Biberach              | STL Lohfelden            | 5:4     | 11:10 | 93:78  |
| So. 28. Juni 11:00 | TB Erlangen              | SC SaFo Frankfurt        | 2:7     | 5:15  | 57:92  |
| So. 28. Juni 11:00 | MTTC Iphitos München     | STK Garching             | 7:2     | 15:5  | 92:58  |
| So. 5. Juli 11:00  | SC SaFo Frankfurt        | TC Biberach              | 6:3     | 13:6  | 82:56  |
| So. 5. Juli 11:00  | TB Erlangen              | TC Bruckmühl-Feldkirchen | 1:8     | 3:16  | 45:96  |
| So. 5. Juli 11:00  | STL Lohfelden            | MTTC Iphitos München     | 5:4     | 13:9  | 88:72  |